# Max Kaufmann (Politiker)
Max Kaufmann (* 22. Februar 1905 in Buus; † 3. November 1973 in Hemmiken) war ein Schweizer Politiker.

## Leben
Kaufmann besuchte die Bezirksschule in Böckten und absolvierte anschliessend die landwirtschaftliche Schule in Liestal. Er arbeitete als Landwirt. Von 1935 bis 1948 war er im Baselbieter Landrat und vertrat die Bauernpartei, von 1948 bis 1949 war er Oberrichter und von 1950 bis 1967 war er im Regierungsrat. Er war für das Amt Inneres, ab 1959 Bau und Landwirtschaft verantwortlich. In den Jahren 1972/1973 war er Gemeindepräsident von Hemmiken.
Für landwirtschaftliche Belange, unter anderem Güterzusammenlegungen, Feldregulierungen, setzte sich Kaufmann ein. Ab 1940 sass er im Vorstand und von 1948 bis 1949 wirkte er als Vizepräsident des Verbands nordwestschweizerischer Milchgenossenschaften.
Seine Amtszeit als Regierungsrat fiel in eine Wachstumsphase, weshalb er für die Planung und teilweise für den Bau grosser Projekte wie das Kantonsspital Bruderholz und das Kantonsspital Liestal, das Kraftwerk Birsfelden, das Technikum beider Basel oder die A2, deren Linienführung ihm auch Kritik eintrug, verantwortlich war.